# Boryzops ciocolatina
Boryzops ciocolatina là một loài bướm đêm trong họ Erebidae.